# Rede Hitlers am 8. November 1942
Die Rede Hitlers im Münchner Löwenbräukeller oder Rede vor den alten Marschierern ist eine Rede Adolf Hitlers, die dieser am 8. November 1942 im Löwenbräukeller in München anlässlich des 19. Jahrestages des Hitler-Ludendorff-Putsches am Vorabend des 9. November vor Alten Kämpfern hielt. Darin erteilte er jeglichem Kompromiss mit den Alliierten eine Absage, betonte die Bedeutung einer Einnahme Stalingrads, die angeblich bevorstehe, und wiederholte seine Ankündigung, alle Juden Europas auszurotten. 

## Rahmen
Von der nationalsozialistischen Propaganda war schon im September die Siegeserwartung zur Schlacht von Stalingrad angeheizt worden. Hitler hatte am 30. September in seiner Rede im Berliner Sportpalast zuversichtlich erklärt, man berenne Stalingrad und werde es nehmen. Als im Oktober bedeutende Erfolgsmeldungen ausblieben, bildete sich in der Bevölkerung die Meinung, der Kampf dauere zu lange und sei zu opferreich. In der Weltpresse war damals die Analogie, Stalingrad das ‚Verdun an der Wolga’, weit verbreitet.
Am Morgen des 8. November 1942 hatte die alliierte Landung in Marokko und Algerien (Operation Torch) begonnen, was schwerer wog als die verlorene Schlacht von El Alamain. Unter diesen ungünstigen Umständen wurde es eine der schlechtesten Reden Hitlers. Die Rede wurde anlässlich des 19. Jahrestages des Hitler-Ludendorff-Putsches am Vorabend des 9. November vor alten Kämpfern gehalten. Vor der Rede wurde zunächst der Badenweiler Marsch gespielt und die Begrüßung erfolgte durch den Münchner Gauleiter Paul Giesler, bevor Hitler seine eigentliche Rede begann. Bis 1939 hielt er die Reden zu diesem Jubiläum immer im Bürgerbräukeller, doch war dieser nach dem Attentat von Georg Elser noch nicht wieder vollständig hergerichtet. Die Ansprache dauerte ungefähr 48 Minuten.

## Inhalt
Die Botschaft seiner Rede war Verweigerung jeglichen Kompromisses, die Kampfbereitschaft und die Entschlossenheit, den Feind zu vernichten, das Fehlen jeder Alternative zum vollständigen Erfolg in einem Krieg um die nackte Existenz und die Gewissheit eines endgültigen Sieges. Der Kaiser habe im Ersten Weltkrieg um „3/4 12 die Waffen niedergelegt“, er „höre grundsätzlich immer erst 5 Minuten nach zwölf auf“. Den baldigen Sieg in Stalingrad kündigte er mit den Worten an: „Den [Ort Stalingrad] wollte ich nehmen und – wissen Sie – wir sind bescheiden, wir haben ihn nämlich. Es sind nur noch ein paar ganz kleine Plätzchen da.“. Wenn der Abschluss der Kämpfe noch etwas dauere, liege es nur daran, dass er kein zweites Verdun schaffen wolle. Die am selben Tag erfolgte Landung der Alliierten in Nordafrika streifte er nur mit einem Satz. Hitler erinnerte erneut an seine „Prophezeiung“ vom 30. Januar 1939, wenn das Judentum noch einmal einen Weltkrieg auslösen würde, werde das Ergebnis seine Ausrottung in Europa sein. Den bereits laufenden Massenmord an den Juden stellte Hitler somit als einen Akt der Notwehr dar.
Hitler verkündete lauthals: „wo der deutsche Soldat einmal steht, kriegt ihn keine Macht der Welt wieder weg“. Hitlers Parole vom Krieg bis ‚fünf Minuten nach zwölf’, wiederholte er ein Jahr später wiederum im selben Saal mit den Worten: „Derjenige, der die Waffen als allerletzter niederlegt, das wird Deutschland sein, und zwar fünf Minuten nach zwölf“. Diese Redewendung entwickelte sich in den Nachkriegsjahrzehnten zum Synonym für eine verbrecherische und verantwortungslose Politik, die auch gegenüber dem eigenen Volk keine Rücksicht mehr kennt.

## Bewertung
Ian Kershaw zählt die Rede nicht zu den rhetorischen Glanzleistungen Hitlers. Hitler sei ein überzeugender Redner gewesen, wenn es ihm gelang, die Wirklichkeit für sein Publikum auf plausible Weise zurechtzubiegen. Aber hier habe er Tatsachen ausgeklammert oder auf den Kopf gestellt. Die Kluft zwischen Rhetorik und Realität sei bereits zu groß geworden. Nach SD-Berichten konnten Hitlerreden in der breiten Bevölkerung nur noch oberflächliche Wirkungen auslösen, auch jene, die sich durch Hitlers rhetorische Trotzhaltung aufrütteln ließen, wurden schnell wieder durch die Alltagsprobleme des Krieges niedergedrückt. Hitler sei es jedoch gelungen, seine ältesten und getreuesten Parteigenossen zu begeistern und zu mobilisieren und damit das Rückgrat seiner Macht zu stärken. Beim Oberkommando der Heeresgruppe B und der 6. Armee rief die Rede indes Verbitterung und Empörung hervor. Über das Echo der Rede meldeten die SD-Berichte am 12. November 1942, dass „insbesondere die zuversichtliche und vom tiefen Glauben an das deutsche Volk getragene Rede des Führers beigetragen habe“, dass der „Glaube an den Endsieg“ noch nicht erschüttert sei. Nach Heinz Boberach konnte Hitler mit seiner Rede nicht viel dagegen ausrichten, dass der Name Stalingrad laut einem SD-Bericht „wie ein Alpdruck“ auf vielen Deutschen lastete, da die Landung in Nordafrika nun ebenfalls „schockartig“ die Stimmung beeinflusste.
Für Michael Kumpfmüller verbergen sich hinter der als Beruhigung gedachten Erfolgsbilanz der Rede sehr unvollkommen Anzeichen einer ideologischen Radikalisierung („Ausrottung des Judentums in Europa“) und ein militärisches Krisenbewusstsein (Verdun-Stalingrad-Vergleich), wobei Hitler zumindest ironisch mit der Möglichkeit gespielt habe, Stalingrad könne sich eines Tages als „strategischer Fehler“ erweisen.
Laut Bernd Wegner nahm sich Hitler mit seiner Rede die Möglichkeit, die 6. Armee rechtzeitig vor Wintereinbruch aus der Stadt zurückzuziehen. Damit habe der Politiker Hitler, der den psychologischen Erfolg in Stalingrad brauchte, dem Oberbefehlshaber Hitler die letzte noch verbliebene Option verbaut.
Für Antony Beevor legte der politische Demagoge Hitler dem Kriegsherrn Hitler Handschellen an. Die emotionsgeladenen Großsprechereien hätten nicht nur Belastungen für die Zukunft dargestellt, sondern ihn auf den Weg in die Katastrophe geführt. Die Rede zähle zu den gewaltigsten Beispielen von Selbstüberschätzung in der Weltgeschichte.
Nach Stephen G. Fritz lieferte Hitler mit seinen Ausführungen, in Stalingrad lediglich den Transport über die Wolga abschneiden zu wollen, eine indirekte Bestätigung seiner militärischen Unfähigkeit. Wenn es nur darum gegangen sei, warum dann der mörderische Stadtkampf?
Für Torsten Diedrich ging es Hitler in Wirklichkeit gar nicht um die Beherrschung der Wolga oder um die Rüstungsmetropole, sondern um sich selbst: Er habe die Stadt, die Stalins Namen trug, koste es, was es wolle, erobern wollen.
Philippe Masson hält Hitlers Plädoyer über sein Motiv für den Angriff auf Stalingrad ebenfalls für wenig überzeugend, aber immerhin habe er die alleinige Verantwortung für die heraufziehende Katastrophe übernommen.